# Serie A2 2019-2020 (pallanuoto maschile)
La Serie A2 2019-2020 è stata la 36ª edizione di questo torneo, che dal 1984-1985 rappresenta il secondo livello del campionato italiano maschile di pallanuoto.
La prima fase del campionato si è aperta il 16 novembre 2019.
Tra le 24 squadre partecipanti, le due retrocesse dalla Serie A1 sono Bogliasco e Nuoto Catania; le quattro squadre promosse dalla Serie B sono: Zero9 Roma, San Donato Metanopoli, Rari Nantes Arenzano e Tuscolano.

## Squadre partecipanti

### Girone Nord
| Club              | Città                    | Piscina                                            | Stagione 2018-2019                                              |
| ----------------- | ------------------------ | -------------------------------------------------- | --------------------------------------------------------------- |
| Arenzano          | Arenzano (GE)            | Piscina Comunale                                   | 1ª nel girone 1 di Serie B; promossa ai play-off                |
| Bogliasco         | Bogliasco (GE)           | Piscina Comunale "Gianni Vassallo"                 | 11ª in Serie A1; retrocessa                                     |
| Camogli           | Camogli (GE)             | Piscina Comunale "Giuva Baldini"                   | 1ª nel girone Nord di Serie A2; finalista play-off              |
| Como              | Como                     | Piscina Olimpica Comunale                          | 8ª nel girone Nord di Serie A2                                  |
| Crocera Stadium   | Genova                   | PalaGym Crocera Stadium                            | 7ª nel girone Nord di Serie A2                                  |
| Lavagna '90       | Lavagna (GE)             | Piscina Comunale                                   | 5ª nel girone Nord di Serie A2                                  |
| Metanopoli        | San Donato Milanese (MI) | Centro Natatorio Pia Grande di Monza               | 1ª nel girone 2 di Serie B; promossa dopo gli spareggi play-off |
| President Bologna | Bologna                  | Piscina Carmen Longo                               | 3ª nel girone Nord di Serie A2; semifinalista play-off          |
| Sturla            | Genova                   | Piscina Comunale "Gianni Vassallo" (Bogliasco, GE) | 9ª nel girone Nord di Serie A2                                  |
| Torino '81        | Torino                   | Palazzo del Nuoto                                  | 2ª nel girone Nord di Serie A2; semifinalista play-off          |
| Vela Ancona       | Ancona                   | Piscina del Passetto                               | 4ª nel girone Nord di Serie A2; semifinalista play-off          |
| Zero9 Roma        | Roma                     | Centro Sportivo Zero9                              | 2ª nel girone 3 di Serie B; promossa ai play-off                |

### Girone Sud
| Club           | Città              | Piscina                                     | Stagione 2018-2019                                    |
| -------------- | ------------------ | ------------------------------------------- | ----------------------------------------------------- |
| Acquachiara    | Napoli             | Piscina Comunale (Santa Maria Capua Vetere) | 8ª in Serie A1                                        |
| Arechi         | Salerno            | Piscina Comunale "Simone Vitale"            | 9ª nel girone Sud di Serie A2                         |
| Catania        | Catania            | Piscina "Francesco Scuderi"                 | 12ª in Serie A1; retrocessa                           |
| Cesport Italia | Napoli             | Piscina "Alba Oriens" (Casoria)             | 10ª nel girone Sud di Serie A2                        |
| CUS Messina    | Messina            | Piscina Olimpica C.U.S.                     | 6ª nel girone Sud di Serie A2                         |
| Civitavecchia  | Civitavecchia (RM) | Stadio del Nuoto "Marco Galli"              | 6ª nel girone Nord di Serie A2                        |
| Latina         | Latina             | Piscina Comunale (Anzio, RM)                | 3ª nel girone Sud di Serie A2; finalista play-off     |
| Muri Antichi   | Tremestieri Etneo  | Piscina di Nesima (Catania)                 | 11ª nel girone Sud di Serie A2                        |
| Pescara        | Pescara            | Piscine "Le Naiadi"                         | 4ª nel girone Sud di Serie A2; semifinalista play-off |
| Olympic Roma   | Roma               | Foro Italico - Piscina dei "Mosaici"        | 7ª nel girone Sud di Serie A2                         |
| Roma Vis Nova  | Roma               | Piscina Comunale (Monterotondo, RM)         | 5ª nel girone Sud di Serie A2                         |
| Tuscolano      | Roma               | Foro Italico - Piscina dei "Mosaici"        | 1ª nel girone 3 di Serie B                            |